# Parafia św. Antoniego Padewskiego w Nagoszynie
Parafia św. Antoniego Padewskiego w Nagoszynie – parafia rzymskokatolicka, znajdująca się w diecezji tarnowskiej, w dekanacie Pustków-Osiedle.

## Historia
Początkowo Nagoszyn należał do parafii w Przecławiu. Dopiero 1 XI 1791 r., na prośbę właściciela Nagoszyna, Pawła Leńskiego, bp Florian Amand Janowski utworzył niezależną od Przecławia kapelanię.
2 X 1862 r. utworzono niezależną od Przecławia kapelanię lokalną. Dopiero decyzją bpa Leona Wałęgi 10 V 1925 r. powstała parafia w Nagoszynie. 

### Kościół
W 1792 r. w Nagoszynie powstał mały i stosunkowo niski kościółek. Obecną świątynię budowano w latach 1922-1925, dzięki staraniom ks. Jana Pięty. Ma charakter neogotycki. W ołtarzu głównym znajduje się figura św. Antoniego patrona parafii. Ambonę i 2 konfesjonały neogotyckie wykonano około 1925 r. przez Wojciecha Gallusa. Chrzcielnica alabastrowa pochodzi z 1929 r. Ołtarz główny ufundował hrabia Jan Kanty Steczkowski z Korzeniowa. Józef i Agnieszka Kołkowie zakupili ołtarz Matki Bożej, zaś ołtarz Najświętszego Serca Jezusowego – parafianie. Świątynia, którą konsekrował bp Leon Wałęga 19 VII 1925 r., nie posiadała wówczas wieży. Po pożarze kościoła 27 X 1928 r. przystąpionodo budowy wieży kościelnej. Jej budowę ukończono w 1929 r. dzięki staraniom ks. Leona Pyzikiewicza, miejscowego proboszcza.

### Grobowiec Steczkowskich

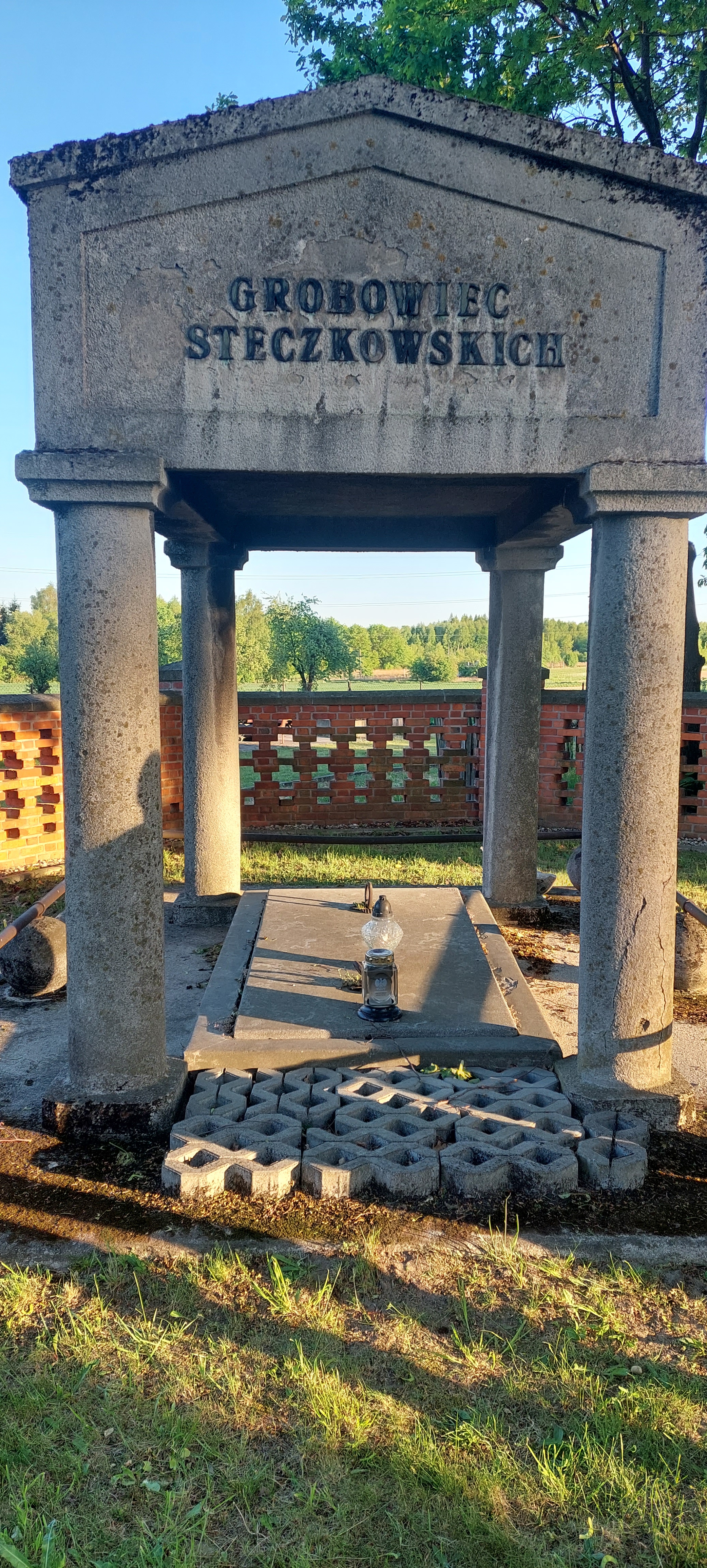
Grobowiec rodzinny Steczkowskich przy kościele w Nagoszynie

Na dziedzińcu kościoła w Nagoszynie znajduje się grobowiec Steczkowskich. Jeden z przedstawicieli tejże rodziny, Jan Kanty Steczkowski był Premierem Królestwa Polskiego oraz ministrem skarbu. 